# Манбидж (район)
Манбидж (араб. منبج‎) — район (минтака) на севере мухафазы Халеб, Сирии.

## География
Район расположен на северо-востоке мухафазы Халеб. На востоке протекает река Евфрат, а также проходит граница с районами Айн-эль-Араб и мухафазой Эр-Ракка; на юге район граничит с мухафазой Хама, на севере — с районом Джераблус; на западе находится крупное сезонно пересыхающее солёное озеро Эль-Джаббуль и граница с районами Эль-Баб, Дейр-Хафир и Эс-Сафира.

## Административное деление
Район разделён на 5 нахий. Нахия Абу-Кахф была образована в 2009 году, путём выделения из нахии Манбидж .
| Нахия        | Административный центр | Население (2004 г.), чел. | Карта |
| ------------ | ---------------------- | ------------------------- | ----- |
| Манбидж      | Манбидж                | 204 766                   |       |
| Абу-Кахф     | Абу-Кахф               | 204 766                   |       |
| Абу-Калькаль | Абу-Калькаль           | 47 109                    |       |
| Эль-Хафса    | Эль-Хафса              | 92 368                    |       |
| Мескена      | Мескена                | 64 829                    |       |